# Thúy Vinh
Thúy Vinh là nữ nghệ sĩ ưu tú, diễn viên điện ảnh Việt Nam.

## Tiểu sử
Thúy Vinh sinh ra trong gia đình lao động tại Hải Phòng. Thanh Thủy và Thúy Vinh là hai trong số 3 cô gái được xem là xinh đẹp nhất thành đoàn Hải Phòng, hai người được giới thiệu lên Hà Nội thi tuyển vào Trường Điện ảnh Việt Nam, sau đó họ theo học khóa diễn viên cùng với Trà Giang, Thụy Vân, Lâm Tới, Ngọc Lan, Minh Đức, Lân Bích.

## Sự nghiệp
| Năm  | Phim                    | Vai diễn    | Đạo diễn                  | Dạng phim        | Chú thích          |
| ---- | ----------------------- | ----------- | ------------------------- | ---------------- | ------------------ |
|      | Bản đề án bị bỏ quên    | Tâm         | Nông Ích Ðạt              | Điện ảnh         |                    |
| 1962 | Con chim vành khuyên    | Hiền        | Nguyễn Văn Thông; Trần Vũ | Điện ảnh         |                    |
| 1972 | Vĩ tuyến 17 ngày và đêm | Mai         | Hải Ninh                  | Điện ảnh         |                    |
| 1972 | Vùng trời               |             | Huy Thành                 | Điện ảnh         |                    |
| 1974 | Quê nhà                 | Soan        | Nguyễn Ngọc Trung         | Điện ảnh         |                    |
| 1986 | Thị trấn yên tĩnh       | bà Sanh     | Lê Đức Tiến               | Điện ảnh         |                    |
| 1987 | Thằng Bờm               | Bà Cót      | Lê Đức Tiến               | Điện ảnh         |                    |
| 1996 | Ngọt ngào và man trá    | Bà Hoàng Tô | Nguyễn Hữu Phần           | Phim truyền hình | Vai diễn cuối cùng |